# 韩和洙
韩和洙（韓語：한화수，1963年2月3日—），韩国女子手球运动员。她在1984年洛杉矶夏季奥林匹克运动会中，参加了女子手球比赛并为国家队获得银牌。